# Paul Bogart
Pour les articles homonymes, voir Bogart (homonymie).
Paul Bogart est un réalisateur et producteur américain né le 13 novembre 1919 à New York, New York (États-Unis), et mort le 15 avril 2012 à Chapel Hill.

## Filmographie
Comme réalisateur
- 1956 : The Kaiser Aluminum Hour (en) (série télévisée)
- 1957 : Pinocchio (TV)
- 1958 : Hansel and Gretel (en) (TV)
- 1958 : Brains & Brawn (en) (série télévisée)
- 1959 : Ten Little Indians (TV)
- 1961 : Kraft Mystery Theater (en) (série télévisée)
- 1966 : The Three Sisters
- 1966 : Evening Primrose (TV)
- 1966 : Un ennemi du peuple (An Enemy of the People) (TV)
- 1967 : Mark Twain Tonight! (en) (TV)
- 1967 : Johnny Belinda (en) (TV)
- 1968 : Kiss Me Kate (en) (TV)
- 1969 : La Valse des truands (Marlowe)
- 1970 : Colère noire
- 1971 : In Search of America (en) (TV)
- 1971 : Skin Game
- 1972 : Look Homeward, Angel (TV)
- 1972 : Cancel My Reservation
- 1972 : The House Without a Christmas Tree (en) (TV)
- 1973 : Classe 44 (en)
- 1973 : The Thanksgiving Treasure (TV)
- 1974 : Double Solitaire (TV)
- 1974 : The Country Girl (TV)
- 1974 : Tell Me Where It Hurts (TV)
- 1974 : A Memory of Two Mondays (TV)
- 1975 : Mr. Ricco
- 1975 : Winner Take All (TV)
- 1975 : The Easter Promise (TV)
- 1976 : The Dumplings (en) (série télévisée)
- 1976 : Alice (série télévisée)
- 1976 : The War Widow (en) (TV)
- 1979 : You Can't Take It with You (TV)
- 1980 : Fun and Games (TV)
- 1982 : The Shady Hill Kidnapping (TV)
- 1982 : Weekend (TV)
- 1984 : Oh, God! You Devil
- 1986 : Le Fantôme de Canterville (The Canterville Ghost) (TV)
- 1987 : Nutcracker: Money, Madness & Murder (en) (feuilleton TV)
- 1987 : Tales from the Hollywood Hills: Natica Jackson (TV)
- 1988 : Torch Song Trilogy
- 1990 : Bagdad Cafe (série télévisée)
- 1992 : Broadway Bound (en) (TV)
- 1992 : The Last Mile (en) (TV)
- 1994 : The Gift of Love (TV)
- 1995 : Heidi, jour après jour (The Heidi Chronicles) (TV)

Comme producteur
- 1973 : Class of '44 (en)
- 1976 : The Adams Chronicles (en) (feuilleton TV)
- 1979 : You Can't Take It with You (TV) (+ scénariste)

Comme scénariste
- 1979 : You Can't Take It with You (TV)